# Instructions
Instructions – trzeci studyjny album amerykańskiego rapera i producenta Jermaine’a Dupriego. Został wydany przez So So Def Recordings, w 2001 roku. Album zadebiutował na 15. miejscu na Billboard 200.

## Lista utworów
1. „LP (Intro)” – 0:25
2. „Welcome to Atlanta” (featuring Ludacris) – 3:20
3. „Money, Hoes & Power” (featuring UGK, Pimpin' Ken & Manuel Seal) – 4:31
4. „The Dream” (Interlude) (featuring Wanda Sykes) – 0:49
5. „Get Some” (featuring Usher, Boo, Gotti & R.O.C) – 2:28
6. „Hate” (Interlude) – 1:06
7. „Hate Blood” (featuring Jadakiss & Freeway) – 3:54
8. „Ballin' Out of Control” (featuring Nate Dogg) – 3:08
9. „Supafly” (featuring Bilal) – 3:11
10. „Instructions” (skit) – 0:38
11. „Rules of the Game” (featuring Manish Man) – 3:36
12. „Prada Bag” (skit) – 0:15
13. „Whatever” (featuring Nate Dogg, R.O.C & Tigah) – 4:18
14. „Let's Talk About It” (featuring Clipse) – 5:22
15. „Yours & Mine” (featuring Jagged Edge) – 3:24
16. „Jazzy Hoe's, Pt. 2” (featuring Kurupt, Too Short & Field Mob) – 4:47
17. „Hot Mama” (Interlude) – 0:14
18. „You Bring the Freak Out of Me” (featuring Da Brat & Kandi Burruss) – 3:04
19. „The Morning After (Interlude)” – 0:24
20. „Rock with Me” (featuring Xscapee) – 4:30

## Notowania
| Notowanie              | Pozycja |
| ---------------------- | ------- |
| Billboard 200          | 15      |
| Top R&B/Hip-Hop Albums | 3       |